# Inna Palijenko
Inna Palijenko, ukr. Інна Володимирівна Палієнко (ur. 8 czerwca 1969 w Mikołajowie) – ukraińska narciarka dowolna specjalizująca się w skokach akrobatycznych, uczestniczka Zimowych Igrzysk Olimpijskich 1994, trzykrotna uczestniczka mistrzostw świata w narciarstwie dowolnym.
Podczas igrzysk w Lillehammer w 1994 roku wzięła udział w rywalizacji olimpijskiej w skokach akrobatycznych kobiet i zajęła jedenaste miejsce. Zakwalifikowała się do finału, jednak w nim wyprzedziła tylko jedną zawodniczkę – Natalję Oriechową.
W latach 1989–1995 trzykrotnie uczestniczyła w mistrzostwach świata, we wszystkich przypadkach startując w skokach akrobatycznych. W marcu 1989 roku w Oberjoch zajęła trzynaste miejsce, w marcu 1993 roku w Altenmarkt ponownie była trzynasta, a w lutym 1995 roku w La Clusaz uplasowała się na piętnastej pozycji.
W swojej karierze wielokrotnie startowała w zawodach Pucharu Świata. Pierwsze punkty do klasyfikacji generalnej zdobyła w grudniu 1988 roku w Tignes, zajmując jedenaste miejsce. Trzykrotnie w karierze uplasowała się w pierwszej dziesiątce zawodów Pucharu Świata – w marcu 1993 roku w Lillehammer była szósta, w grudniu tego roku w Tignes czwarta, a w lutym 1995 roku w Oberjoch dziesiąta. W klasyfikacji generalnej PŚ w skokach akrobatycznych najwyżej uplasowała się w sezonie 1992/1993 – była dziewiętnasta. Z kolei w PŚ w narciarstwie dowolnym najwyższe, 55. miejsce, zajęła w sezonie 1994/1995.